# Stanton (condado de St. Croix, Wisconsin)
Stanton es un pueblo ubicado en el condado de St. Croix en el estado estadounidense de Wisconsin. En el Censo de 2010 tenía una población de 900 habitantes y una densidad poblacional de 10,43 personas por km².

## Geografía
Stanton se encuentra ubicado en las coordenadas 45°10′21″N 92°27′3″O / 45.17250, -92.45083. Según la Oficina del Censo de los Estados Unidos, Stanton tiene una superficie total de 86.3 km², de la cual 84.11 km² corresponden a tierra firme y (2.53%) 2.19 km² es agua.

## Demografía
Según el censo de 2010, había 900 personas residiendo en Stanton. La densidad de población era de 10,43 hab./km². De los 900 habitantes, Stanton estaba compuesto por el 97.56% blancos, el 0% eran afroamericanos, el 0.22% eran amerindios, el 1.11% eran asiáticos, el 0% eran isleños del Pacífico, el 0.22% eran de otras razas y el 0.89% pertenecían a dos o más razas. Del total de la población el 1.67% eran hispanos o latinos de cualquier raza.